# Кейнсианский крест

Модель «кейнсианского креста». Кривая совокупного расхода имеет положительный наклон. Красная точка показывает полную занятость ресурсов в экономике

«Кейнсианский крест» — макроэкономическая модель, графическое изображение положительной зависимости между совокупными затратами экономических агентов и общим уровнем цен в экономике.

## Функция совокупного расхода

### Основные параметры[2]
Потребительские расходы (обозн. С) — расходы домохозяйств на товары и услуги. Потребительские расходы складываются из двух частей:
- автономных расходов, не зависящих от уровня дохода,
- части, зависящей от заработка и величины предельной нормы потребления (mpc) (насколько увеличиваются расходы при каждой дополнительной единице располагаемого дохода (Yd)).

Таким образом,
{\displaystyle C=C(autonomous)+mpc*Yd}, где
{\displaystyle mpc={\frac {\Delta C}{\Delta Yd}}}
Инвестиции (обозн. I) —- фирмы закупают капитал с целью увеличения производства товаров и, следовательно, максимизации прибыли.
Государственные закупки товаров и услуг (обозн. G) —- инвестиции государства, зарплата государственным служащим и т. п.
Чистый экспорт (обозн. Xn или NX) —- разница между экспортом и импортом. Соотношение экспорта и импорта показывает состояние торгового баланса. Если экспорт превышает импорт, то в стране профицит торгового баланса, если импорт — экспорт, то дефицит торгового баланса, соответственно.
Чистый экспорт также может быть как автономным, так и зависящим, на этот раз, от предельной нормы к импорту (mpm) и уровня совокупного выпуска. Предельная склонность к импорту объясняет, насколько в среднем увеличивается импорт в страну при каждой дополнительной единице совокупного дохода (или реального ВВП).
{\displaystyle Xn=Ex-Im}
{\displaystyle Xn=(Ex(autonomous)-Im(autonomous))-mpm*Y}, где
{\displaystyle mpm={\frac {\Delta Im}{\Delta Y}}}
Чистые налоги (обозн. T) —- разница между налогами и трансфертами
{\displaystyle T=Tx-Tr}
Соотношение государственных закупок и чистых налогов показывает состояние государственного бюджета. Если государственные закупки превышают чистые налоги, то в стране дефицит государственного бюджета, соответственно профицит бюджета означает, что чистые налоги превышают размер государственных закупок.
Равновесный объем выпуска (обозн. Y) — равен совокупному расходу (AE).
{\displaystyle Y=AE=C+I+G+Xn} —- формула совокупного выпуска для открытой экономики, определяющая функцию совокупного расхода.

## Построение
Кейнсианский крест на графике представляется в виде совокупности двух кривых:
- кривой реального совокупного расхода,
- кривой запланированного совокупного расхода.

Кривая реального совокупного расхода — это график функции:
{\displaystyle AE(Y)=Y},
так как в макроэкономической теории считается, что реальный совокупный расход всегда равен совокупному выпуску.
Кривая запланированного совокупного расхода — это график функции, вид которой зависит от типа экономики. Если рассматриваются только частный сектор или закрытая от внешней торговли экономика, то данную кривую чертят под углом, равному предельной норме к потреблению (обозн. ранее, mpc) и на высоте от начала координат, равной либо просто автономному потреблению домохозяйств ({\displaystyle C(autonomous)}), либо сумме автономного потребления и инвестиций в экономику ({\displaystyle C(autonomous)+I}), или же сумме первых двух, ранее упомянутых и государственных закупок товаров и услуг ({\displaystyle C(autonomous)+I+G}).
Если же рассматривается открытая экономика, то есть поддерживающая международную торговлю, то тогда угол кривой запланированного совокупного расхода равен разнице предельной нормы к потреблению и предельной нормы к импорту (обозн. ранее, mpm) (mpc — mpm), а высота кривой относительно начала координат является суммой всех параметров равновесного объема выпуска, но только автономных ({\displaystyle C(autonomous)+I+G+Xn(autonomous)}).

### Изменение положения кривой совокупного расхода
Изменяться может только кривая запланированного совокупного расхода. Она может либо сдвигаться параллельно, либо менять свой угол наклона. Параллельный сдвиг кривой может наблюдаться в случае изменения любых автономных параметров совокупного расхода. Угол наклона, соответственно, изменяется, если меняется либо предельная норма к потреблению, либо предельная норма к импорту, либо же меняются одновременно оба данных параметра.

## Анализ с помощью «кейнсианского креста»
«Кейнсианский крест» является одним из самых известных способов моделирования совокупного спроса. С помощью этой модели можно определить такие параметры, как равновесный объем выпуска, общий уровень цен в экономике, так же, как и в модели AD-AS. Поскольку пересечение кривой запланированного и кривой реального совокупного расхода показывает полную занятость ресурсов в экономике, по «кейнсианскому кресту» можно также анализировать фазы экономических циклов. Если реальный совокупный расход превышает запланированный (то есть уровень выпуска больше уровня полной занятости ресурсов), это означает, что фирмы не смогли продать столько, сколько планировали, что влечет за собой уменьшение выпуска продукции, увеличение уровня циклической безработицы, а следовательно в стране наблюдается рецессия. Если же реальный совокупный расход меньше запланированного, когда уровень выпуска находится ниже уровня полной занятости, то у фирм, наоборот, меньше продукции, чем требуется на рынке, из-за чего они увеличивают свой объем выпуска, а таким образом можно наблюдать подъем в экономике.